# Ohekatku
Ohekatku – wieś w Estonii, prowincji Rapla, w gminie Kehtna.